# Epitafium dla Barbary Radziwiłłówny
Epitafium dla Barbary Radziwiłłówny – polski film historyczny z 1982 roku.

## Fabuła
Rzeczpospolita, druga połowa XVI wieku. Król Zygmunt August, żonaty z Elżbietą Habsburżanką, chorą na padaczkę, starał się jak najrzadziej przebywać na Wawelu. Podczas jednej z wypraw na Litwie poznaje Barbarę z rodu Radziwiłłów. Zakochuje się w niej do tego stopnia, że jest gotów ją poślubić. Elżbieta umiera. Królowa Bona nie akceptuje tego związku.

## Obsada
- Anna Dymna – Barbara Radziwiłłówna/chłopka na Litwie, sobowtór Barbary
- Jerzy Zelnik – Zygmunt II August
- Aleksandra Śląska – Bona Sforza d’Aragona, matka Zygmunta Augusta
- Krzysztof Kolberger – Anonimus
- Zdzisław Kozień – Zygmunt I Stary, ojciec Zygmunta Augusta
- Stanisław Zatłoka – Ostoja, dworzanin Zygmunta Augusta
- Jerzy Trela – Mikołaj Radziwiłł Czarny, brat Barbary
- Bogusław Sochnacki – Mikołaj Radziwiłł Rudy, brat Barbary
- Bożena Adamek – Elżbieta Habsburżanka, pierwsza żona Zygmunta Augusta
- Leonard Pietraszak – Piotr Kmita, marszałek wielki koronny
- Franciszek Pieczka – Piotr Boratyński, poseł na sejm
- Wojciech Alaborski – Andrzej Górka
- Tadeusz Janczar – Samuel Maciejowski
- Marek Kondrat – Andrzej Frycz Modrzewski
- Magdalena Scholl – Barbara Radziwiłłówna w dzieciństwie
- Wiesław Wójcik – dworzanin
- Małgorzata Zajączkowska – Bogna, dwórka Barbary

## Plenery
- Kraków (Wawel), Lidzbark Warmiński (Zamek Biskupów Warmińskich), Inowłódz.